# Cape Town Spurs
Der Cape Town Spurs Football Club, bis 2020 Ajax Cape Town F.C., ist ein Fußballverein aus Parow, einem Vorort von Kapstadt in Südafrika. Der Verein spielt ab der Saison 2023/24 wieder in der Premier Soccer League, der höchsten Spielklasse des Landes.

## Geschichte
1999 kaufte Ajax Amsterdam Anteile an den beiden Vereinen Seven Stars und Cape Town Spurs und bildete aus ihnen einen neuen Verein, mit dem Ziel, afrikanische Talente vor Ort auszubilden. Der Verein ist ein Tochterunternehmen des niederländischen Spitzenklubs und fungiert als Jugendakademie für hoffnungsvolle afrikanische Talente. Zu dem gemeinsamen Projekt gehören auch Freundschaftsspiele gegeneinander.
Zu den größten Erfolgen des Klubs zählt der Sieg des Rothmans Cup, dem südafrikanischen Ligapokal. Des Weiteren konnte man 2007 den ABSA Cup, den südafrikanischen Pokalwettbewerb, gewinnen. In der Saison 2010/11 verpasste Ajax CT am letzten Spieltag den Gewinn seines ersten Meistertitels durch ein 2:2-Unentschieden gegen Maritzburg United und musste die Orlando Pirates noch vorbeiziehen lassen.

## Trainer
- Foppe de Haan (2009–2011)
- Muhsin Ertuğral (2013–2014, 2017–)
- Stanley Menzo (2016–2017)

## Spieler
- Daylon Claasen
- Eyong Enoh
- Thembinkosi Fanteni
- Moeneeb Josephs
- Christos Kostis
- Norman Mapeza
- Calvin Marlin
- Benni McCarthy
- John Obi Mikel
- Bryce Moon
- Russel Mwafulirwa
- Steven Pienaar

## Titel & Erfolge
- Rothmans Cup: 2000/01
- ABSA Cup: 2007/08
- Telkom Cup: 2008/09
- MTN Cup - Runners Up: 2009/10
- Telkom Cup - Runners Up: 2009/10
- Beste Platzierung in der Liga: 2. Platz (2003/2004)